# Lionello Levi Sandri

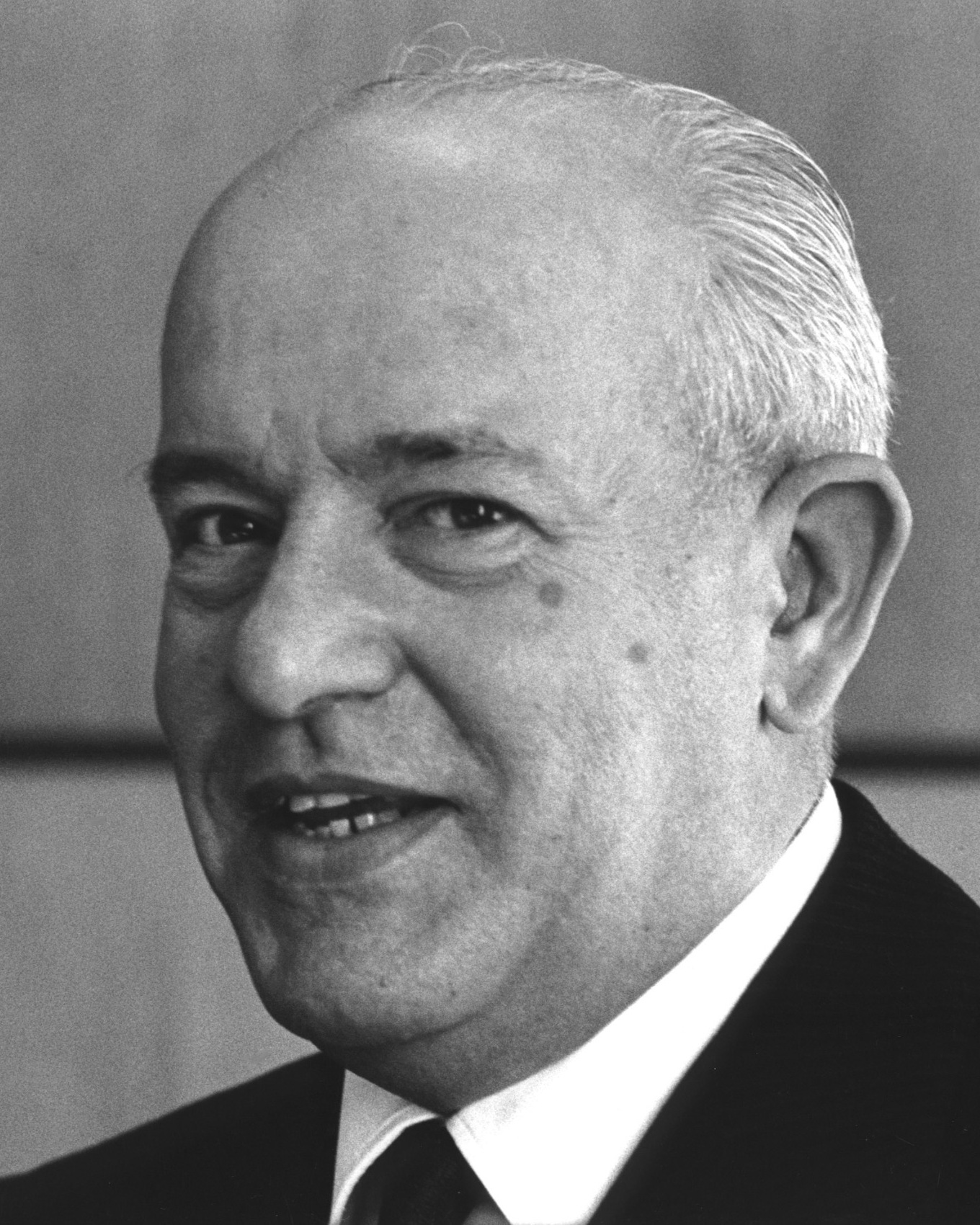
Lionello Levi Sandri (1967)

Lionello R. Levi Sandri (* 5. Oktober 1910 in Mailand; † 14. April 1991 in Rom) war ein italienischer Politiker (PSI) und EWG-Kommissar.

## Karriere
Nach dem Abschluss seines Studiums der Rechtswissenschaften und der Promotion über ein arbeitsrechtliches Thema begann Sandri 1932 eine Laufbahn als Beamter in der italienischen Arbeitsverwaltung und erreichte dort in jungen Jahren vergleichsweise hochrangige Posten. 1940 wurde er Dozent für Arbeitsrecht an der Universität Rom. Ab dem gleichen Jahr nahm er in Nordafrika am Zweiten Weltkrieg teil. Kurz darauf wechselte er auf die Seite des Widerstands gegen Mussolini und führte ab 1942 die Partisanendivision „Fiamme verdi“ in der Region Brescia.
Nach dem Krieg engagierte sich Sandri in der italienischen Sozialdemokratie. Von 1946 bis 1950 gehörte er für die Partei dem Stadtrat von Brescia an. Ab 1948 war er Mitglied des Parteivorstands auf Landesebene. Außerdem war er Kabinettchef in den italienischen Ministerien für Arbeit und für Verkehr.
In der ersten EWG-Kommission, der er ab 1961 als Nachfolger für Giuseppe Petrilli angehörte, war Sandri in erster Linie für die Sozialpolitik und außerdem für die überseeischen Staaten und Territorien, für Wirtschaft und Finanzen zuständig. Dabei setzte er sich vor allem für die Angleichung des Arbeits- und Sozialrechts der EWG-Staaten ein.

## Auszeichnungen
- Tapferkeitsmedaille in Silber
- Großoffizier (1960)[1] und Großkreuz (1969)[2] des Verdienstordens der Italienischen Republik
- Verdienstmedaille für das öffentliche Gesundheitswesen (1979)[3]